# مجلة الفلك
مجلة الفلك هي مجلة أمريكية عن علوم الفضاء.

## وصلات خارجية
- الموقع الرسمي مجلة الفضاء